# Ségur
Pour les articles homonymes, voir Ségur (homonymie).
Ségur est une commune française située dans le département de l'Aveyron, en région Occitanie.
Le patrimoine architectural de la commune comprend trois immeubles protégés au titre des monuments historiques : l'église Saint-Agnan, classée en 1979, l'église Saint-Étienne, classée en 1979, et une croix, classée en 1979.

## Géographie

### Localisation
La commune de Ségur développe en majorité son territoire sur l'entité géographique du Lévézou sur le versant de la rive gauche du Viaur, et sur la chaîne et massif des Palanges sur la rive opposée. Ce village  est situé sur la route départementale 29, principale voie reliant la capitale du Rouergue, Rodez, à celle de l'industrie du gant, Millau.

### Communes limitrophes
Les communes limitrophes sont  Arques, Curan, Gaillac-d'Aveyron, Laissac-Sévérac l'Église, Le Vibal, Pont-de-Salars, Prades-Salars, Sévérac d'Aveyron et Vézins-de-Lévézou.

### Hydrographie

#### Réseau hydrographique

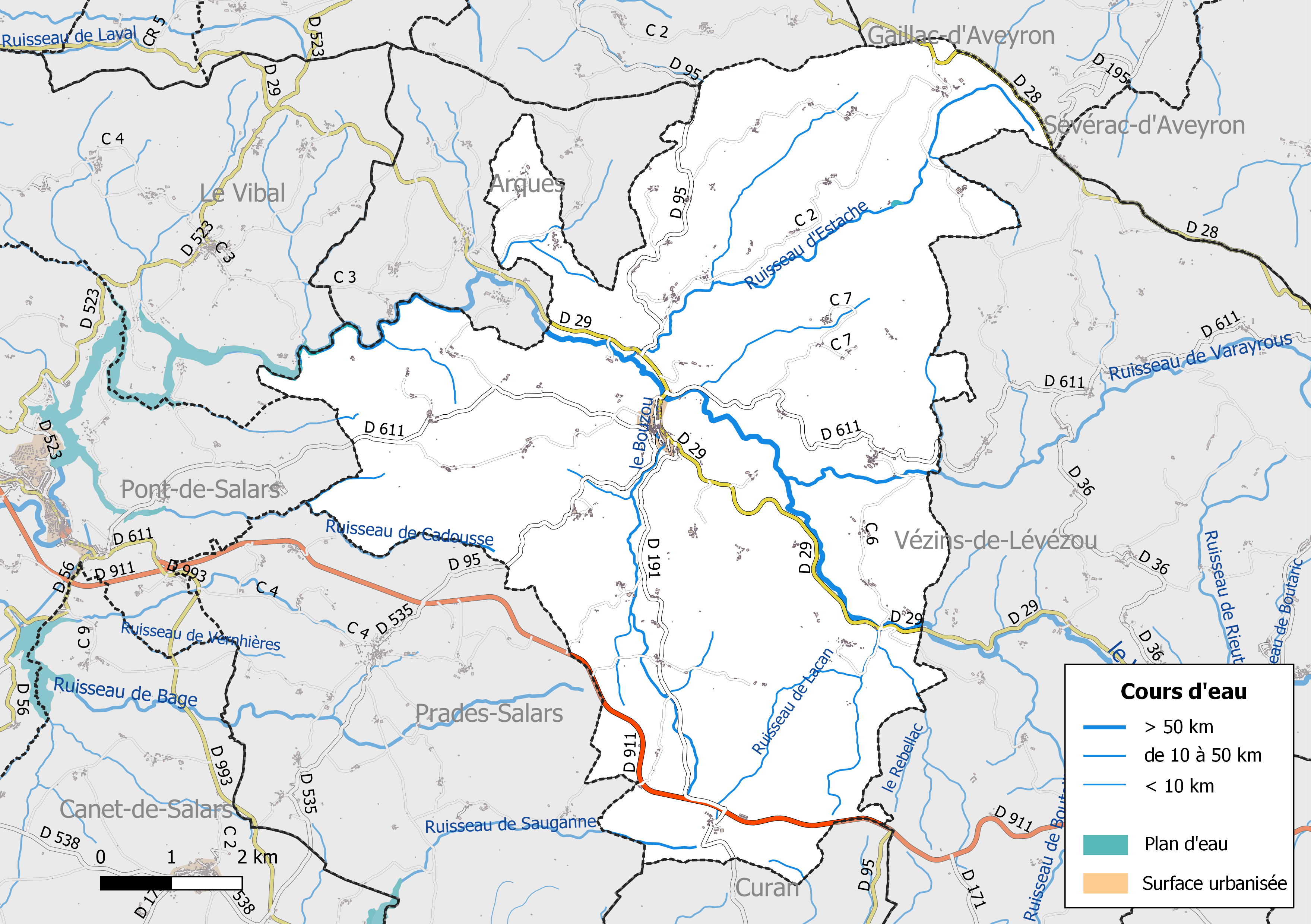
Réseaux hydrographique et routier de Ségur.

La commune est drainée par le Viaur, le Ruisseau de Varayrous, le Bouzou, le ruisseau de Cadousse, le ruisseau de Sauganne, le ruisseau d'Estache, le ruisseau de Clauvèrhes, le ruisseau de Combe Méjane, le ruisseau de Lacan, le ruisseau de Pauplanche, le ruisseau de Poulentines, le ruisseau de Roque Civière, le ruisseau des Cazalets, par divers petits cours d'eau.
Le Viaur prend sa source à 1 086 m d’altitude dans la région naturelle du Lévézou qui présente un relief vallonné, dans la commune de Vézins-de-Lévézou pour confluer, après avoir parcouru environ 168 km, avec l'Aveyron à 146 m d’altitude en limite de Laguépie (Tarn-et-Garonne) et Saint-Martin-Laguépie (Tarn), après avoir arrosé 30 communes.
Le Ruisseau de Varayrous, d'une longueur totale de 11,5 km, prend sa source dans la commune de Vézins-de-Lévézou et se jette  dans le Viaur à Ségur, après avoir arrosé 2 communes.

#### Gestion des cours d'eau
Afin d’atteindre le bon état des eaux imposé par la Directive-cadre sur l'eau du 23 octobre 2000, plusieurs outils de gestion intégrée s’articulent à différentes échelles pour définir et mettre en œuvre un programme d’actions de réhabilitation et de gestion des milieux aquatiques : le SDAGE (Schéma directeur d'aménagement et de gestion des eaux), à l’échelle du bassin hydrographique, et le SAGE (Schéma d'aménagement et de gestion des eaux), à l’échelle locale. Ce dernier fixe les objectifs généraux d’utilisation, de mise en valeur et de protection quantitative et qualitative des ressources en eau superficielle et souterraine. Trois SAGE sont mis en oeuvre dans le département de l'Aveyron.
La commune fait partie du SAGE du bassin versant du Viaur, approuvé le 28 mars 2018, au sein du SDAGE Adour-Garonne. Le périmètre de ce SAGE couvre 89 communes, sur trois départements (Aveyron, Tarn et Tarn-et-Garonne),. Le pilotage et l’animation du SAGE sont assurés par l’établissement public d'aménagement et de gestion des eaux (EPAGE) du bassin du Viaur, une structure qui regroupe les établissements publics de coopération intercommunale à fiscalité propre (EPCI-FP) dont le territoire est inclus (en totalité ou partiellement) dans le bassin hydrographique du Viaur et les structures gestionnaires de l’alimentation en eau potable des populations et qui disposent d’une ressource sur le bassin versant du Viaur. Il correspond à l’ancien syndicat mixte du Bassin versant du Viaur,.

### Climat
Pour des articles plus généraux, voir Climat de l'Occitanie et Climat de l'Aveyron.
En 2010, le climat de la commune est de type climat océanique altéré, selon une étude s'appuyant sur une série de données couvrant la période 1971-2000. En 2020, Météo-France publie une typologie des climats de la France métropolitaine dans laquelle la commune est exposée à un climat de montagne et est dans la région climatique Sud-est du Massif Central, caractérisée par une pluviométrie annuelle de 1 000 à 1 500 mm, minimale en été, maximale en automne.
Pour la période 1971-2000, la température annuelle moyenne est de 9,6 °C, avec une amplitude thermique annuelle de 15,8 °C. Le cumul annuel moyen de précipitations est de 1 144 mm, avec 12,1 jours de précipitations en janvier et 6,4 jours en juillet. Pour la période 1991-2020, la température moyenne annuelle observée sur la station météorologique la plus proche, située sur la commune de Canet-de-Salars à 9 km à vol d'oiseau, est de 10,2 °C et le cumul annuel moyen de précipitations est de 971,8 mm,. Pour l'avenir, les paramètres climatiques de la commune estimés pour 2050 selon différents scénarios d'émission de gaz à effet de serre sont consultables sur un site dédié publié par Météo-France en novembre 2022.

### Milieux naturels et biodiversité

#### Espaces protégés
La protection réglementaire est le mode d’intervention le plus fort pour préserver des espaces naturels remarquables et leur biodiversité associée.
Dans ce cadre, la commune fait partie d'un espace protégé, le Parc naturel régional des Grands Causses, créé en 1995 et d'une superficie de 327 937 ha, s'étend sur 97 communes. Ce territoire rural habité, reconnu au niveau national pour sa forte valeur patrimoniale et paysagère, s’organise autour d’un projet concerté de développement durable, fondé sur la protection et la valorisation de son patrimoine,,.

#### Sites Natura 2000

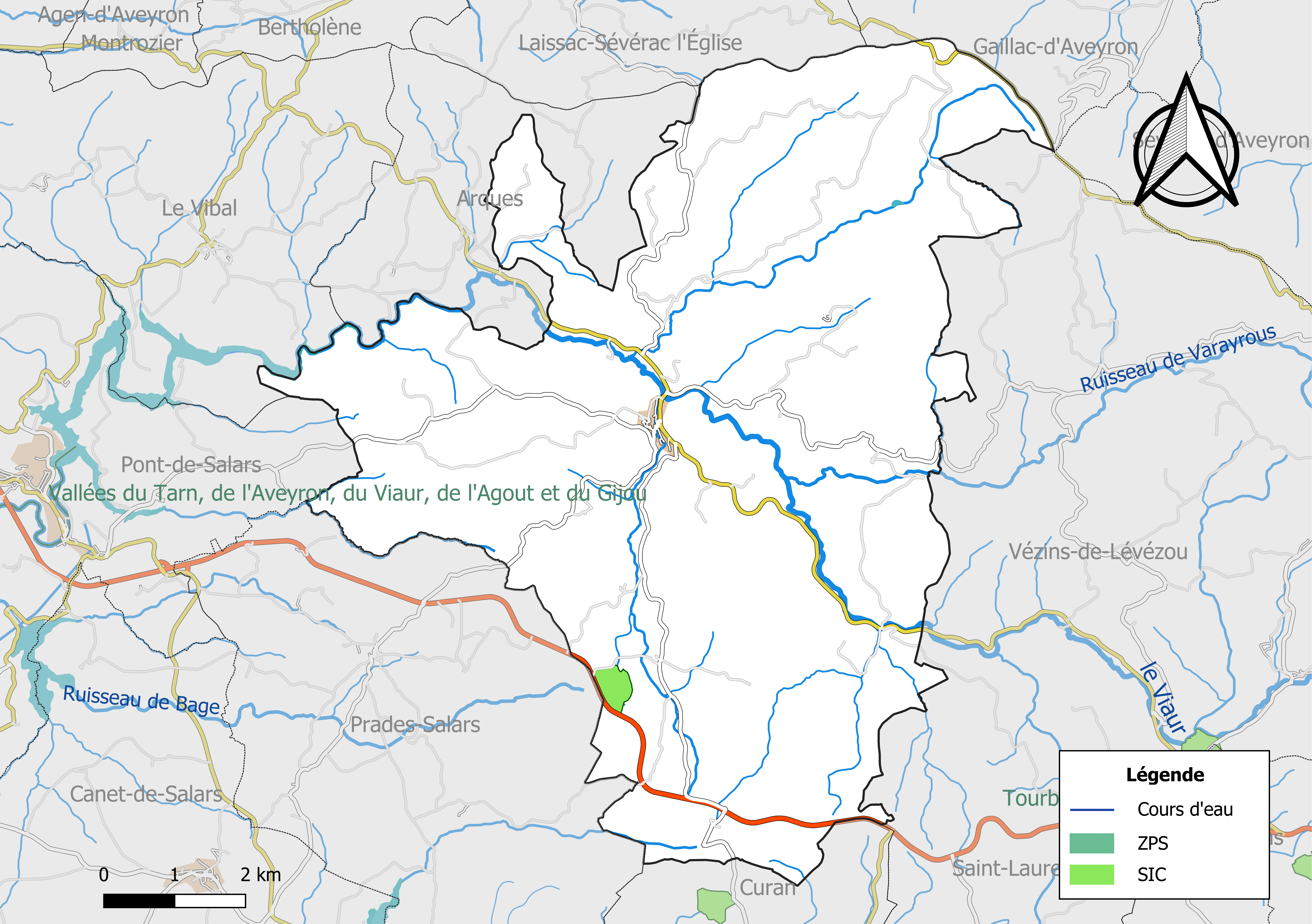
Sites Natura 2000 sur le territoire communal.

Le réseau Natura 2000 est un réseau écologique européen de sites naturels d’intérêt écologique élaboré à partir des Directives « Habitats » et « Oiseaux ». Ce réseau est constitué de Zones spéciales de conservation (ZSC) et de Zones de protection spéciale (ZPS). Dans les zones de ce réseau, les États Membres s'engagent à maintenir dans un état de conservation favorable les types d'habitats et d'espèces concernés, par le biais de mesures réglementaires, administratives ou contractuelles.
Un site Natura 2000 a été défini sur la commune au titre de la « directive Habitats » : 
- Les « Tourbières du Lévezou », d'une superficie de 487 ha, sont  un ensemble de hauts plateaux qui, avec l'Aubrac et les grands causses, fait partie des hautes terres de l'Aveyron. Il est bordé à l'ouest par le Ségala, à l'Est par les grands causses, au Sud par le pays de Roquefort et au Nord par le pays Ruthénois et la vallée de l'Aveyron. Il a toutefois aujourd'hui en partie été détruit[21] ;

#### Zones naturelles d'intérêt écologique, faunistique et floristique
L’inventaire des zones naturelles d'intérêt écologique, faunistique et floristique (ZNIEFF) a pour objectif de réaliser une couverture des zones les plus intéressantes sur le plan écologique, essentiellement dans la perspective d’améliorer la connaissance du patrimoine naturel national et de fournir aux différents décideurs un outil d’aide à la prise en compte de l’environnement dans l’aménagement du territoire.
Le territoire communal de Ségur comprend quatre ZNIEFF de type 1, : 
- la « Tourbière de Saint-Julien de Fayret » (16,2 ha)[23] ;
- la « Tourbière des sources du ruisseau d'Altou » (20,8 ha), couvrant 2 communes du département[24] ;
- les « Zones humides de Cayrousse et lescure-Fangel » (34,1 ha), couvrant 3 communes du département[25] ;
- les « Zones humides des sources du ruisseau des Poulentines » (25,6 ha), couvrant 2 communes du département[26] ;

et une ZNIEFF de type 2,, 
la « Vallée du Viaur et ses affluents » (27 587 ha), qui s'étend sur 56 communes dont 45 dans l'Aveyron, 10 dans le Tarn et 1 dans le Tarn-et-Garonne.

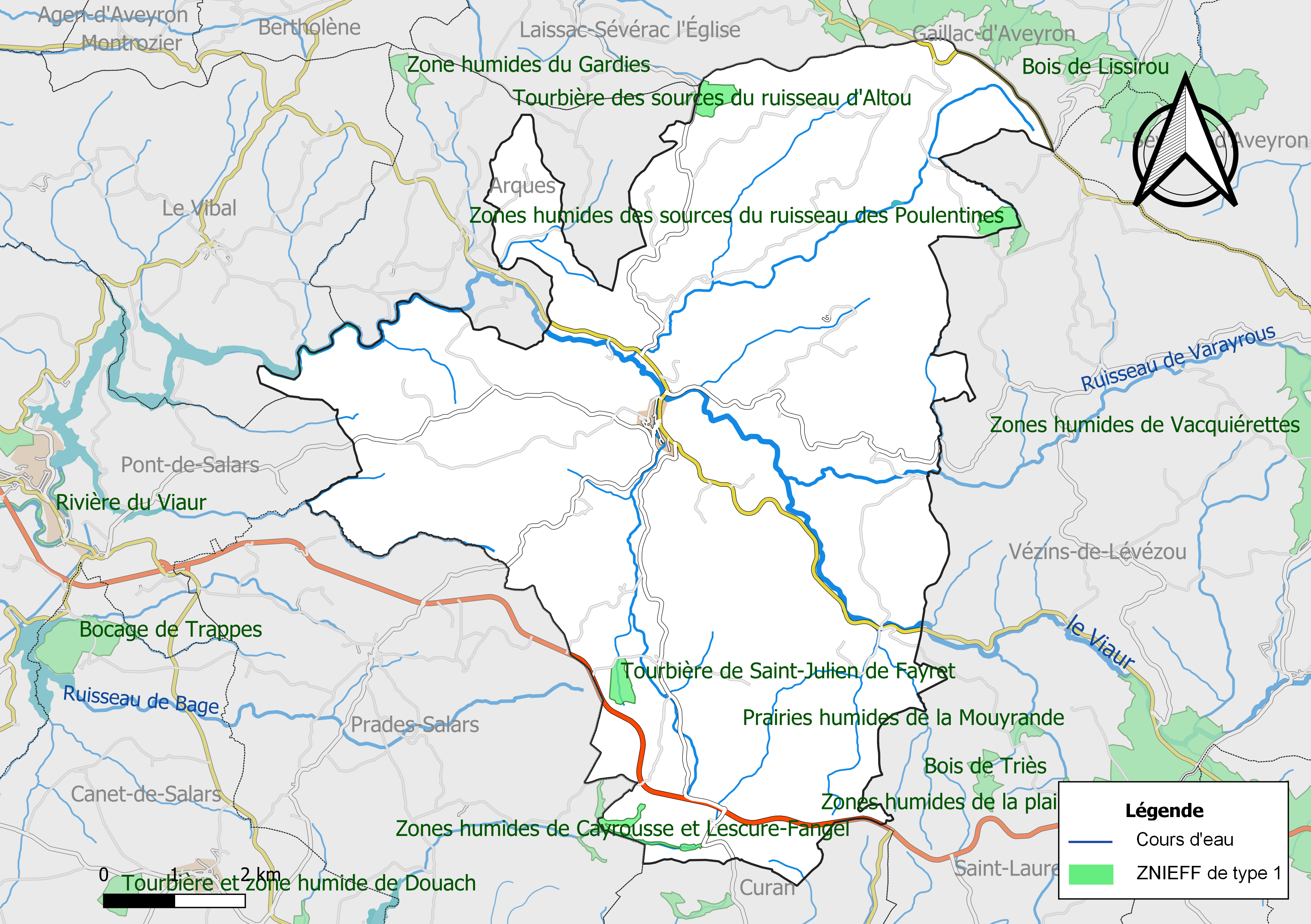
Carte des ZNIEFF de type 1 de la commune.
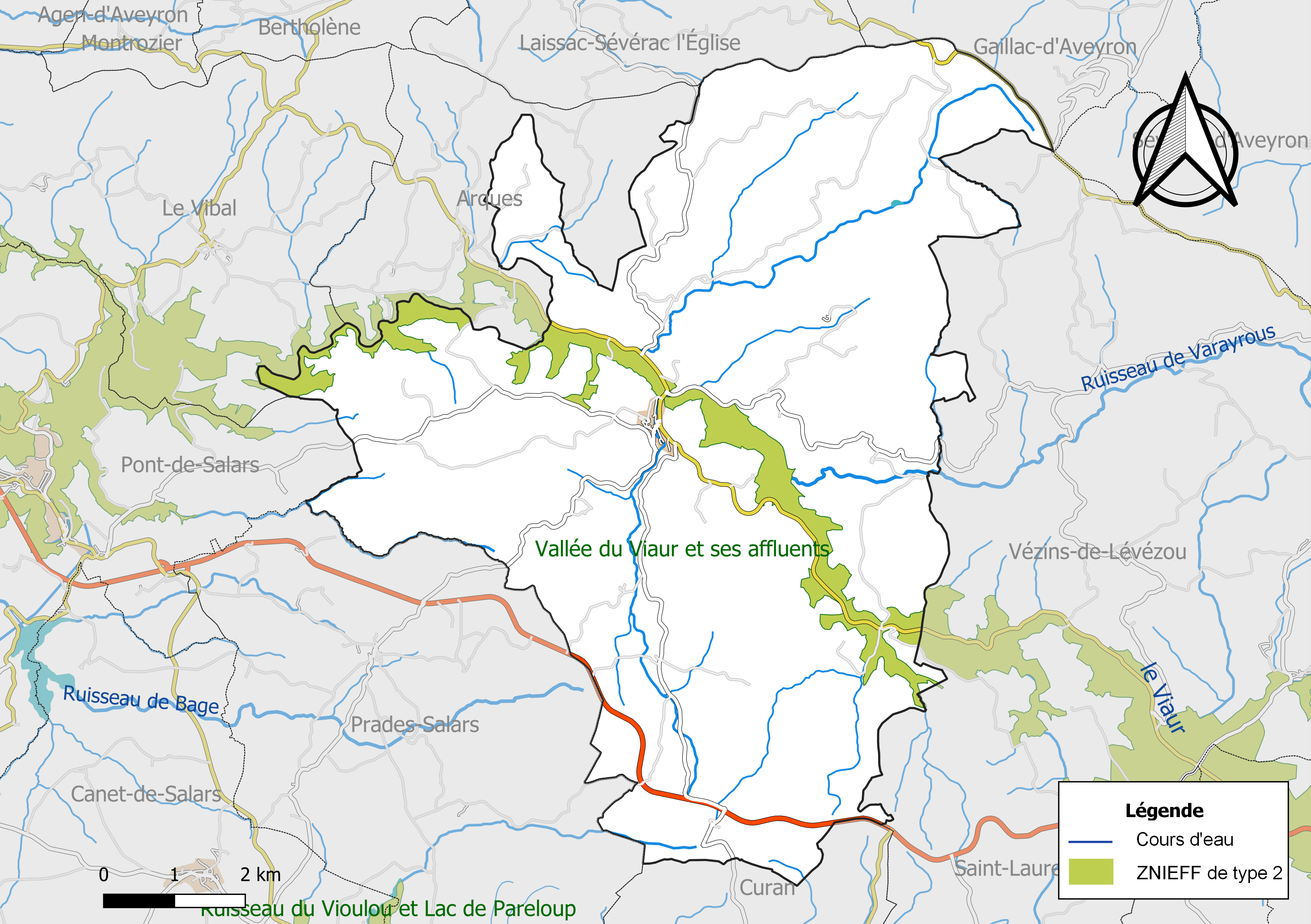
Carte de la ZNIEFF de type 2 de la commune.

## Urbanisme

### Typologie
Au 1er janvier 2024, Ségur est catégorisée commune rurale à habitat très dispersé, selon la nouvelle grille communale de densité à 7 niveaux définie par l'Insee en 2022.
Elle est située hors unité urbaine. Par ailleurs la commune fait partie de l'aire d'attraction de Rodez, dont elle est une commune de la couronne,. Cette aire, qui regroupe 68 communes, est catégorisée dans les aires de 50 000 à moins de 200 000 habitants,.

### Occupation des sols

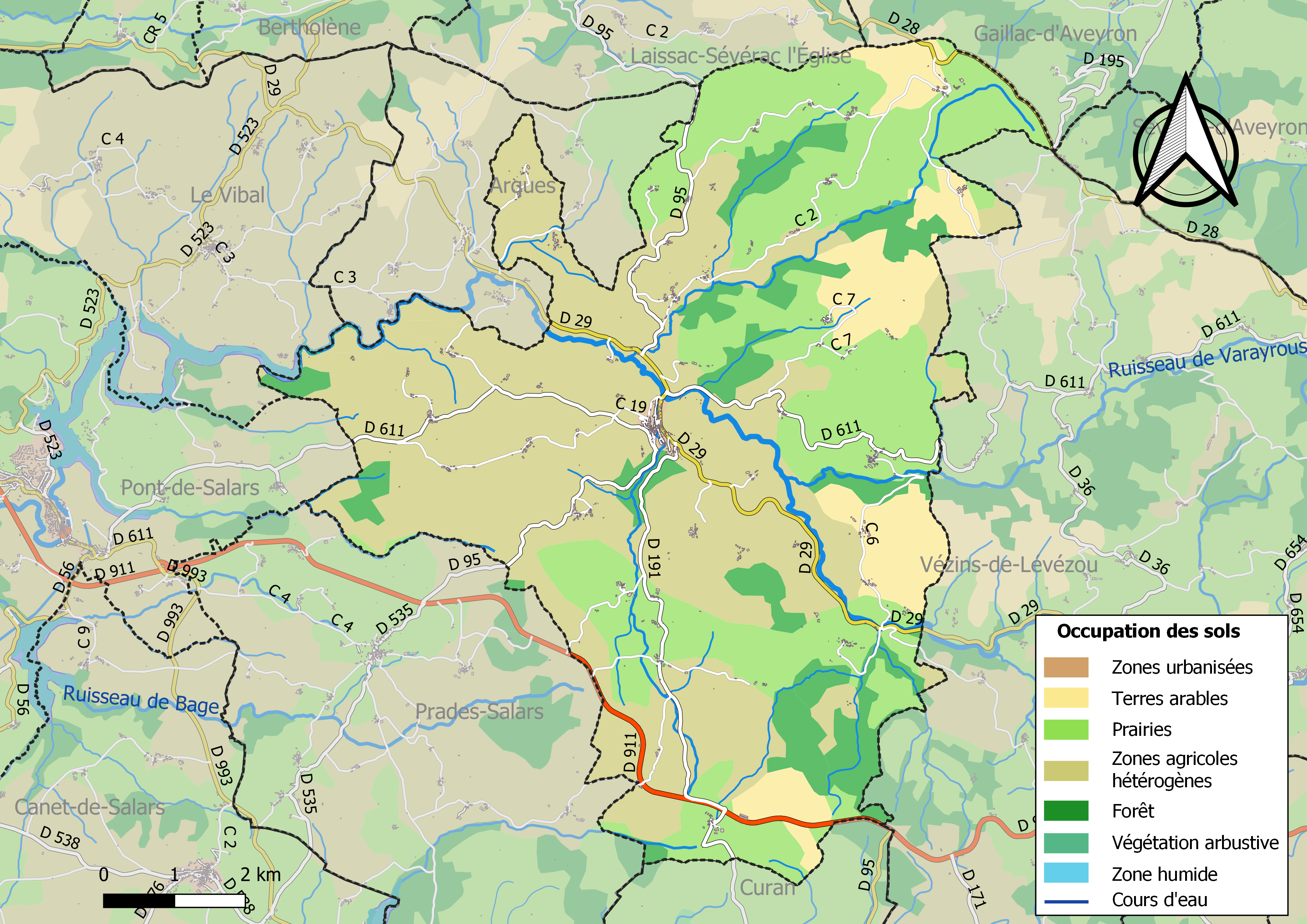
Infrastructures et occupation des sols de la commune de Ségur.

L'occupation des sols de la commune, telle qu'elle ressort de la base de données européenne d’occupation biophysique des sols Corine Land Cover (CLC), est marquée par l'importance des territoires agricoles (89,1 % en 2018), une proportion sensiblement équivalente à celle de 1990 (89 %). La répartition détaillée en 2018 est la suivante : 
zones agricoles hétérogènes (48,3 %), prairies (31,4 %), forêts (10 %), terres arables (9,4 %), zones urbanisées (0,4 %), milieux à végétation arbustive et/ou herbacée (0,4 %), eaux continentales (0,1 %).

### Planification
La loi SRU du 13 décembre 2000 a incité fortement les communes à se regrouper au sein d’un établissement public, pour déterminer les partis d’aménagement de l’espace au sein d’un SCoT, un document essentiel d’orientation stratégique des politiques publiques à une grande échelle. La commune est dans le territoire du SCoT du Lévézou, prescrit en juin 2018. La structure porteuse est le Pôle d'équilibre territorial et rural du Lévézou, qui associe deux communautés de communes, notamment la communauté de communes de Lévézou Pareloup, dont la commune est membre
La commune disposait en 2017 d'une carte communale approuvée.

### Risques majeurs
Le territoire de la commune de Ségur est vulnérable à différents aléas naturels : climatiques (hiver exceptionnel ou canicule), feux de forêts et séisme (sismicité faible).
Il est également exposé à un risque technologique, le transport de matières dangereuses, et à un risque particulier, le risque radon,.

#### Risques naturels
Le Plan départemental de protection des forêts contre les incendies découpe le département de l’Aveyron en sept « bassins de risque » et définit une sensibilité des communes à l’aléa feux de forêt (de faible à très forte). La commune est classée en sensibilité faible.

#### Risques technologiques
Le risque de transport de matières dangereuses sur la commune est lié à sa traversée par une route à fort trafic et une canalisation de transport de gaz. Un accident se produisant sur de telles infrastructures est en effet susceptible d’avoir des effets graves au bâti ou aux personnes jusqu’à 350 m, selon la nature du matériau transporté. Des dispositions d’urbanisme peuvent être préconisées en conséquence.

#### Risque particulier
Dans plusieurs parties du territoire national, le radon, accumulé dans certains logements ou autres locaux, peut constituer une source significative d’exposition de la population aux rayonnements ionisants. Toutes les communes du département sont concernées par le risque radon à un niveau plus ou moins élevé. Selon le dossier départemental des risques majeurs du département établi en 2013, la commune de Ségur est classée à risque moyen à élevé. Un décret du 4 juin 2018 a modifié la terminologie du zonage définie dans le code de la santé publique et a été complété par un arrêté du 27 juin 2018 portant délimitation des zones à potentiel radon du territoire français. La commune est désormais en zone 3, à savoir zone à potentiel radon significatif.

## Toponymie
De l'occitan segur signifiant « sûr, ferme, sans danger », du latin securus, « sûr », appliqué à une place-forte, une forteresse ou un château.

## Politique et administration

### Découpage territorial
La commune de Ségur est membre de la communauté de communes de Lévézou Pareloup, un établissement public de coopération intercommunale (EPCI) à fiscalité propre créé le 15 décembre 2000 dont le siège est à Salles-Curan. Ce dernier est par ailleurs membre d'autres groupements intercommunaux.
Sur le plan administratif, elle est rattachée à l'arrondissement de Millau, au département de l'Aveyron et à la région Occitanie. Sur le plan électoral, elle dépend du  canton de Raspes et Lévezou pour l'élection des conseillers départementaux, depuis le redécoupage cantonal de 2014 entré en vigueur en 2015, et de la troisième circonscription de l'Aveyron  pour les élections législatives, depuis le dernier découpage électoral de 2010.

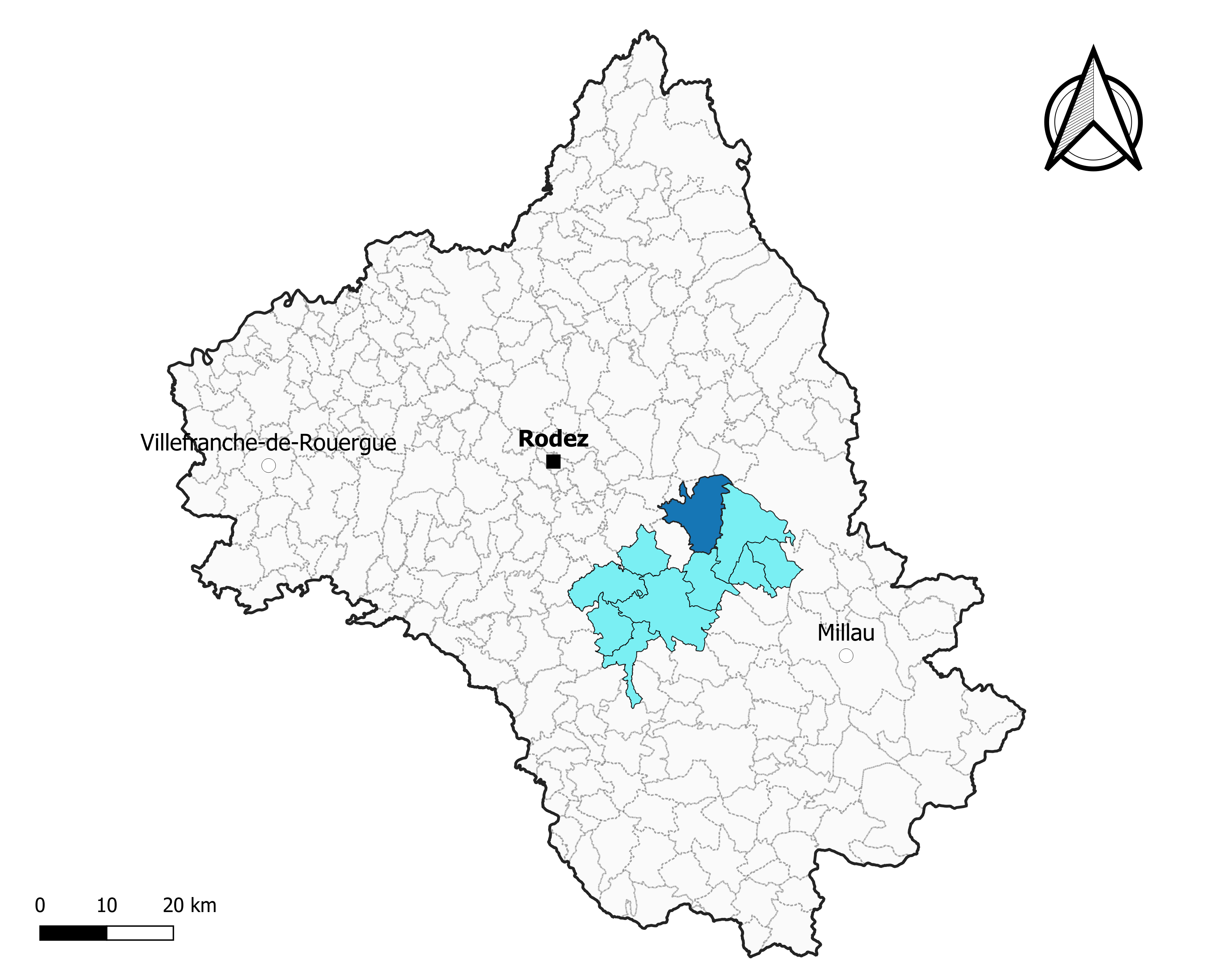
Ségur dans l'intercommunalité en 2020.
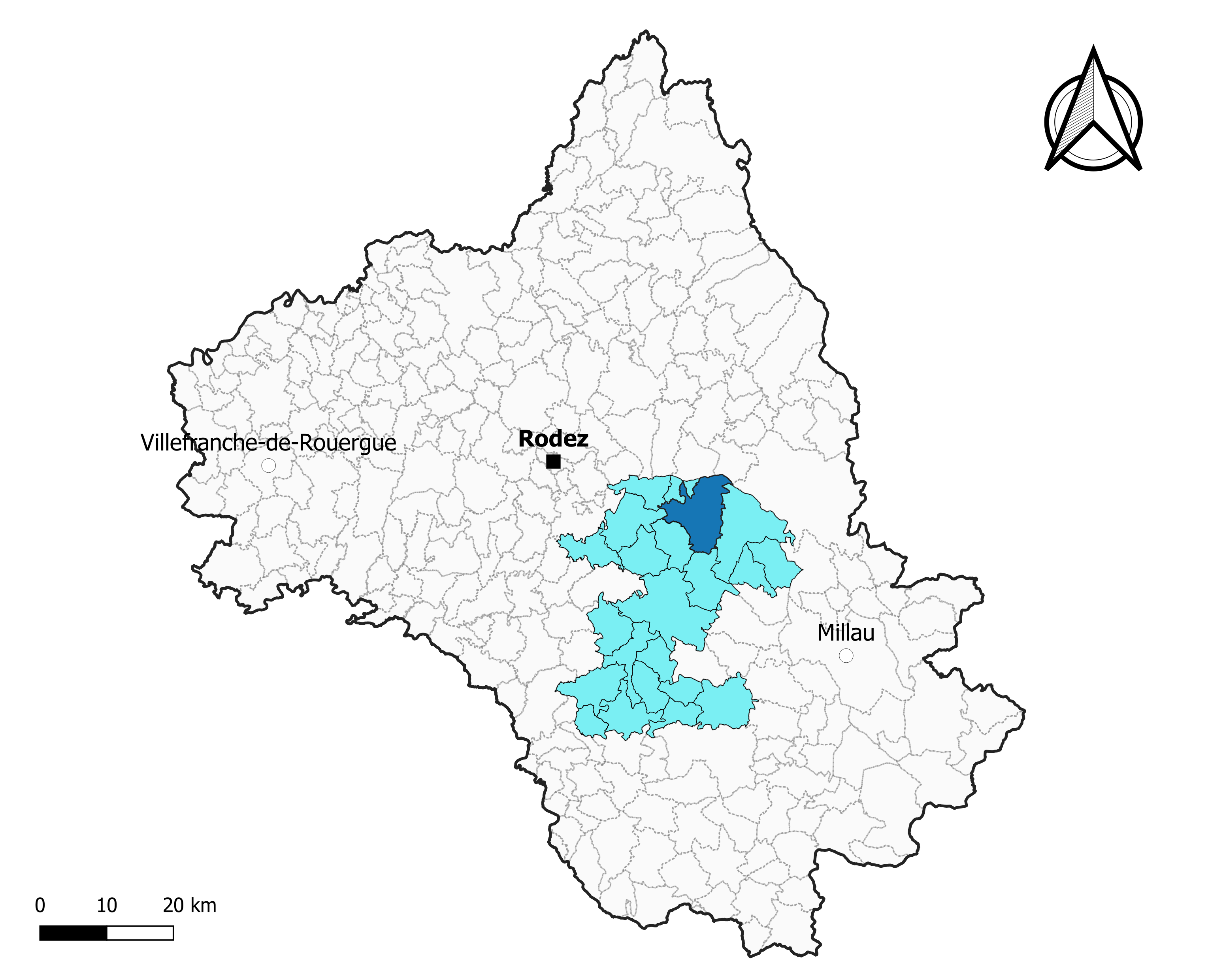
Ségur dans le canton de Raspes et Lévezou en 2020.
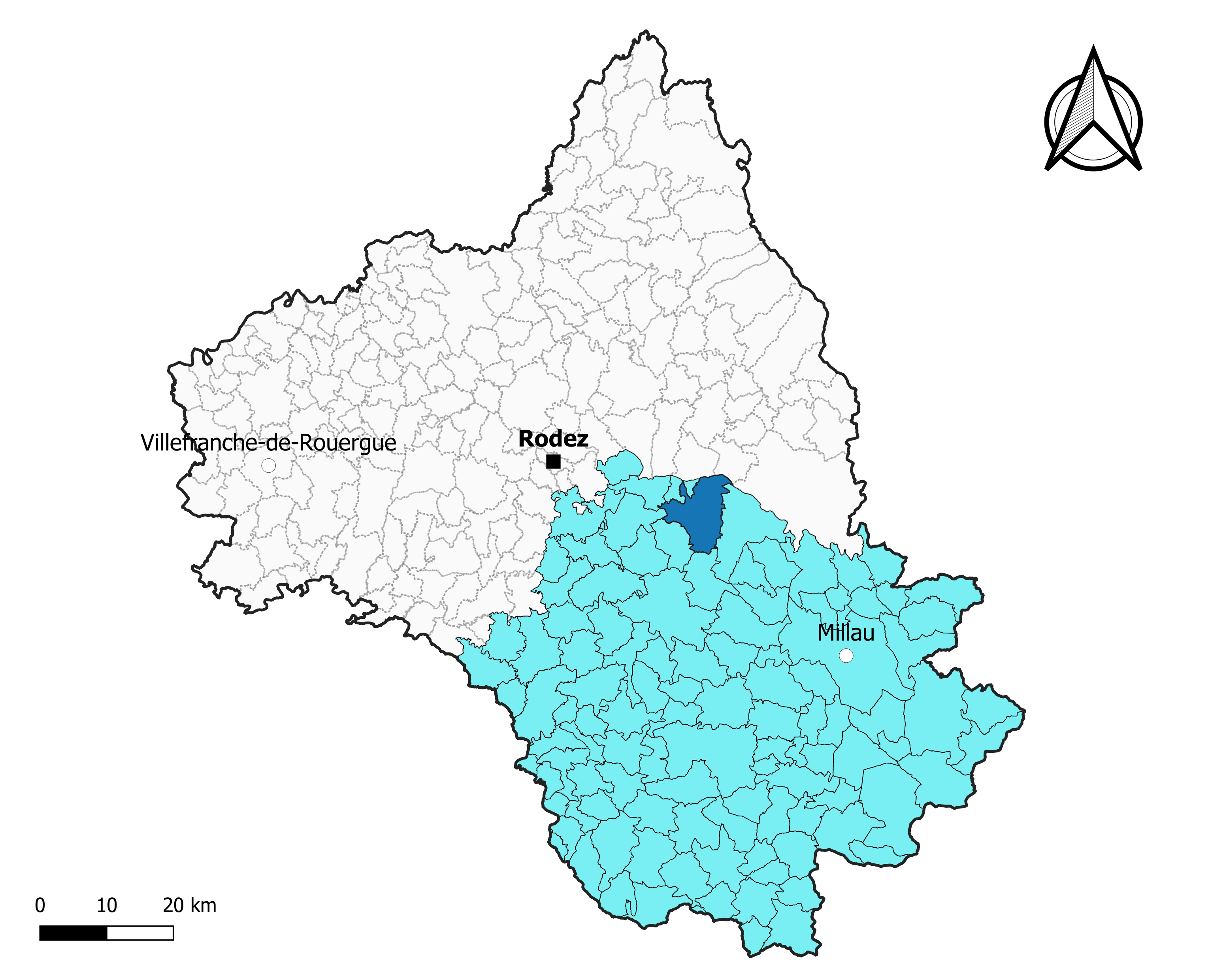
Ségur dans l'arrondissement de Millau en 2020.

### Élections municipales et communautaires

#### Élections de 2020
Le conseil municipal de Ségur, commune de moins de 1 000 habitants, est élu au scrutin majoritaire plurinominal à deux tours avec candidatures isolées ou groupées et possibilité de panachage. Compte tenu de la population communale, le nombre de sièges à pourvoir lors des élections municipales de 2020 est de 15. Sur les vingt-neuf candidats en lice, quinze sont élus dès le premier tour, le 15 mars 2020, correspondant à la totalité des sièges à pourvoir, avec un taux de participation de 48,05 %.
Gilles Plet est élu nouveau maire de la commune le 28 mai 2020.
Dans les communes de moins de 1 000 habitants, les conseillers communautaires sont désignés parmi les conseillers municipaux élus en suivant l’ordre du tableau (maire, adjoints puis conseillers municipaux) et dans la limite du nombre de sièges attribués à la commune au sein du conseil communautaire. Trois sièges sont attribués à la commune au sein de la communauté de communes de Lévézou Pareloup.

#### Liste des maires
| Période                                  | Période  | Identité         | Étiquette | Qualité                |
| ---------------------------------------- | -------- | ---------------- | --------- | ---------------------- |
| 1881                                     |          | Auguste Trémolet |           | Agriculteur            |
| avant 1981                               | ?        | Daniel Delmas    | DVG       |                        |
| mars 2001                                | mai 2020 | Hubert Capoulade |           | Agriculteur exploitant |
| mai 2020                                 | En cours | Gilles Plet,     |           | Ancien cadre           |
| Les données manquantes sont à compléter. |          |                  |           |                        |

## Démographie
L'évolution du nombre d'habitants est connue à travers les recensements de la population effectués dans la commune depuis 1793. Pour les communes de moins de 10 000 habitants, une enquête de recensement portant sur toute la population est réalisée tous les cinq ans, les populations de référence des années intermédiaires étant quant à elles estimées par interpolation ou extrapolation. Pour la commune, le premier recensement exhaustif entrant dans le cadre du nouveau dispositif a été réalisé en 2008.

En 2022, la commune comptait 540 habitants, en évolution de −4,76 % par rapport à 2016 (Aveyron : +0,37 %, France hors Mayotte : +2,11 %).
| 1793  | 1800  | 1806  | 1821  | 1831  | 1836  | 1841  | 1846  | 1851  |
| ----- | ----- | ----- | ----- | ----- | ----- | ----- | ----- | ----- |
| 1 166 | 1 370 | 1 404 | 1 497 | 1 503 | 1 594 | 1 599 | 1 536 | 1 636 |

| 1856  | 1861  | 1866  | 1872  | 1876  | 1881  | 1886  | 1891  | 1896  |
| ----- | ----- | ----- | ----- | ----- | ----- | ----- | ----- | ----- |
| 1 590 | 1 600 | 1 651 | 1 470 | 1 718 | 1 711 | 1 785 | 1 717 | 1 601 |

| 1901  | 1906  | 1911  | 1921  | 1926  | 1931  | 1936  | 1946  | 1954  |
| ----- | ----- | ----- | ----- | ----- | ----- | ----- | ----- | ----- |
| 1 527 | 1 607 | 1 530 | 1 420 | 1 248 | 1 318 | 1 213 | 1 256 | 1 116 |

| 1962  | 1968 | 1975 | 1982 | 1990 | 1999 | 2006 | 2008 | 2013 |
| ----- | ---- | ---- | ---- | ---- | ---- | ---- | ---- | ---- |
| 1 031 | 896  | 803  | 738  | 662  | 623  | 595  | 587  | 579  |

| 2018 | 2022 | - | - | - | - | - | - | - |
| ---- | ---- | - | - | - | - | - | - | - |
| 548  | 540  | - | - | - | - | - | - | - |

## Économie

### Revenus
En 2018  (données Insee publiées en septembre 2021), la commune compte 227 ménages fiscaux, regroupant 520 personnes. La médiane du revenu disponible par unité de consommation est de 19 810 € (20 640 € dans le département).

### Emploi
| Division       | 2008  | 2013  | 2018  |
| -------------- | ----- | ----- | ----- |
| Commune        | 1,8 % | 2,9 % | 3,7 % |
| Département    | 5,4 % | 7,1 % | 7,1 % |
| France entière | 8,3 % | 10 %  | 10 %  |

En 2018, la population âgée de 15 à 64 ans s'élève à 297 personnes, parmi lesquelles on compte 76,4 % d'actifs (72,7 % ayant un emploi et 3,7 % de chômeurs) et 23,6 % d'inactifs,. Depuis 2008, le taux de chômage communal (au sens du recensement) des 15-64 ans est inférieur à celui de la France et du département.
La commune fait partie de la couronne de l'aire d'attraction de Rodez, du fait qu'au moins 15 % des actifs travaillent dans le pôle,. Elle compte 165 emplois en 2018, contre 183 en 2013 et 211 en 2008. Le nombre d'actifs ayant un emploi résidant dans la commune est de 219, soit un indicateur de concentration d'emploi de 75,1 % et un taux d'activité parmi les 15 ans ou plus de 51,3 %.
Sur ces 219 actifs de 15 ans ou plus ayant un emploi, 114 travaillent dans la commune, soit 52 % des habitants. Pour se rendre au travail, 65,1 % des habitants utilisent un véhicule personnel ou de fonction à quatre roues, 11,9 % s'y rendent en deux-roues, à vélo ou à pied et 22,9 % n'ont pas besoin de transport (travail au domicile).

### Activités hors agriculture
47 établissements sont implantés  à Ségur au 31 décembre 2019. Le tableau ci-dessous en détaille le nombre par secteur d'activité et compare les ratios avec ceux du département,.
| Secteur d'activité                                                     | Commune | Commune | Département |
| Secteur d'activité                                                     | Nombre  | %       | %           |
| ---------------------------------------------------------------------- | ------- | ------- | ----------- |
| Ensemble                                                               | 47      |         |             |
| Industrie manufacturière, industries extractives et autres             | 25      | 53,2 %  | (17,7 %)    |
| Construction                                                           | 8       | 17 %    | (13 %)      |
| Commerce de gros et de détail, transports, hébergement et restauration | 9       | 19,1 %  | (27,5 %)    |
| Activités financières et d'assurance                                   | 2       | 4,3 %   | (3,4 %)     |
| Activités immobilières                                                 | 2       | 4,3 %   | (4,2 %)     |
| Autres activités de services                                           | 1       | 2,1 %   | (7,8 %)     |

Le secteur de l'industrie manufacturière, des industries extractives et autres est prépondérant sur la commune puisqu'il représente 53,2 % du nombre total d'établissements de la commune (25 sur les 47 entreprises implantées  à Ségur), contre 17,7 % au niveau départemental.

### Agriculture
La commune est dans le Levezou, une petite région agricole située dans le centre de l'Aveyron et constituée d'un haut plateau cristallin. En 2020, l'orientation technico-économique de l'agriculture  sur la commune est l'élevage d'ovins ou de caprins.
|               | 1988  | 2000  | 2010  | 2020  |
| ------------- | ----- | ----- | ----- | ----- |
| Exploitations | 102   | 78    | 66    | 58    |
| SAU (ha)      | 5 421 | 5 581 | 5 317 | 4 762 |

Le nombre d'exploitations agricoles en activité et ayant leur siège dans la commune est passé de 102 lors du recensement agricole de 1988  à 78 en 2000 puis à 66 en 2010 et enfin à 58 en 2020, soit une baisse de 43 % en 32 ans. Le même mouvement est observé à l'échelle du département qui a perdu pendant cette période 51 % de ses exploitations,. La surface agricole utilisée sur la commune a également diminué, passant de 5 421 ha en 1988 à 4 762 ha en 2020. Parallèlement la surface agricole utilisée moyenne par exploitation a augmenté, passant de 53 à 82 ha.

## Culture locale et patrimoine

### Patrimoine religieux

#### Église Saint-Agnan de Ségur
Classé MH en 1979
Ancien prieuré du XIIe siècle dépendant de Saint-Léons.

#### Église Saint-Étienne de Saint-Étienne-de-Viauresque
Classé MH en 1979
Édifice à nef unique du XIIe siècle.

#### Croix de pierre de Saint-Etienne-de-Viauresque
Classé MH en 1979
Croix de pierre du XVe siècle du cimetière de Saint-Etienne-de-Viauresque.
- Église des Saints-Innocents-et-Sainte-Madeleine de Viarouge.
- Église de Saint-Julien-de-Fayret.
- Église Saint-Pierre de la Capelle.
- Église Saint-Pierre de Ségur.
- Chapelle Notre-Dame de Bergounhoux.

### Patrimoine civil

#### Sarcophage
Classé MH en 1942
Sarcophage gallo-romain situé place de Saint-Agnan : représentation d'une scène de forge.

### Patrimoine culturel
Avec son église perchée sur un piton, ce village aux maisons serrées est bien connu des pêcheurs qui apprécient le Viaur et ses rives. Ségur est le point de départ d'un circuit culturel avec de belles églises romanes et le sanctuaire de Bergounhoux, lieu de pèlerinage.

### Héraldique
| Armes | Les armes de Ségur se blasonnent ainsi : Écartelé de gueules et d'or, au I et au IV au lévrier rampant d'or, au II et au III à trois fasces de gueules. |